# Plus belle la vie
Plus belle la vie (tradução : Vida mais bonita) é uma telenovela francesa, transmitida a partir de 30 de agosto de 2004.

## Elenco
O elenco original:  
| ator / atriz      | Papel                | temporada    |
| Colette Renard    | Rachel Lévy          | 1° temporada |
| Cécilia Hornus    | Blanche Marci        | 1° temporada |
| Sylvie Flepp      | Mirta Torres         | 1° temporada |
| Hélène Médigue    | Charlotte Le Bihac   | 1° temporada |
| Serge Dupire      | Vincent Chaumette    | 1° temporada |
| Michel Cordes     | Roland Marci         | 1° temporada |
| Thierry Ragueneau | François Marci       | 1° temporada |
| Pierre Martot     | Léo Castelli         | 1° temporada |
| Rebecca Hampton   | Céline Frémont       | 1° temporada |
| Geoffrey Sauveaux | Lucas Marci          | 1° temporada |
| Dounia Coesens    | Johanna Marci        | 1° temporada |
| Ambroise Michel   | Rudy Torres          | 1° temporada |
| Aurélie Vaneck    | Ninon Chaumette      | 1° temporada |
| Sofiane Belmouden | Malik Nassri         | 1° temporada |
| Ibtissem Guerda   | Aïcha Djella         | 1° temporada |
| Lætitia Milot     | Mélanie Rinato       | 1° temporada |
| Richard Guedj     | Charles-Henri Picmal | 1° temporada |

### Elenco complementar
Elencos por temporadas:
- Olivier Chantreau - Denis Rodel - 6° temporada[1]

## Ligaçõe externa
- Site oficial